# Dąbrowa (Świerczów)

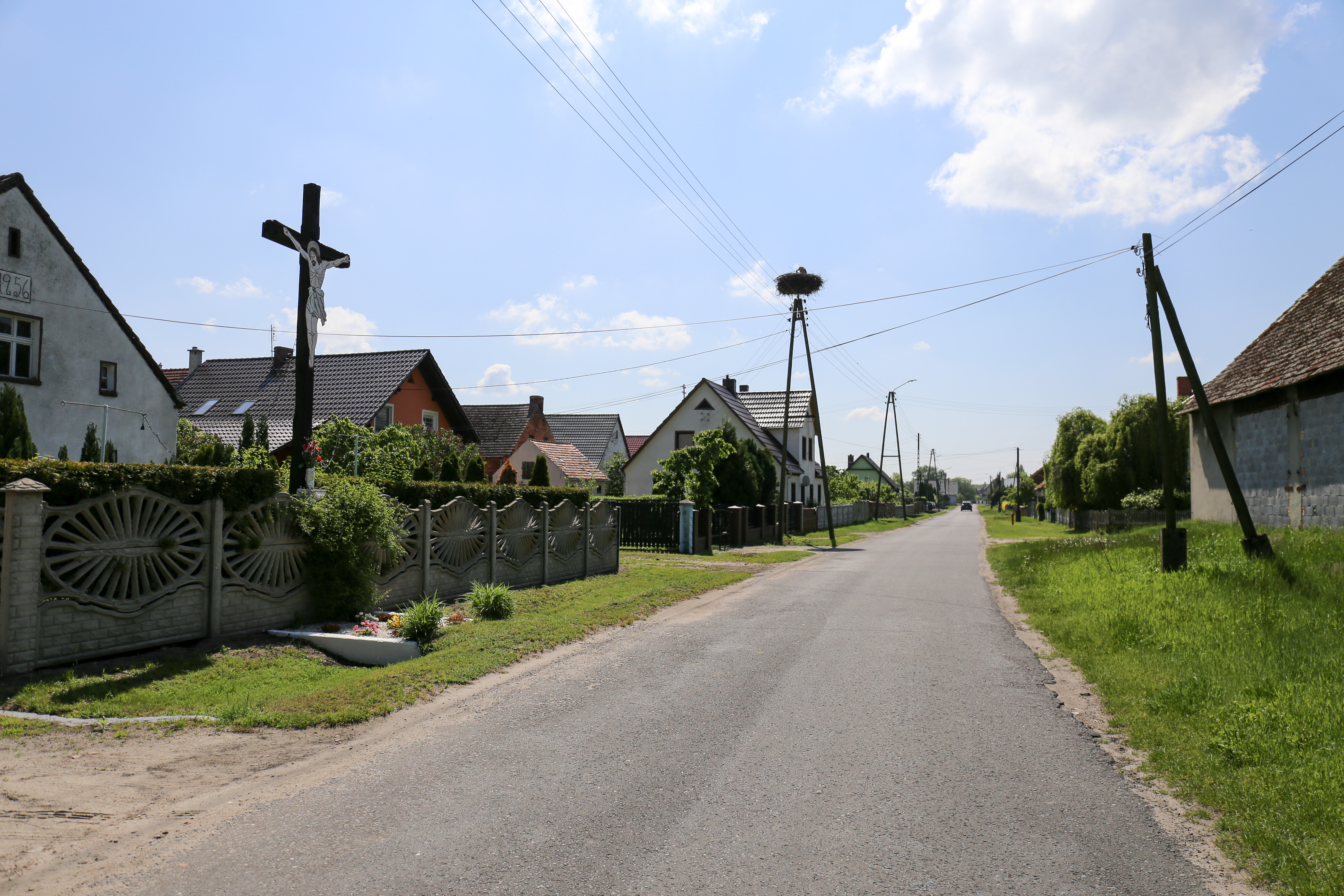
Ortsansicht

Dąbrowa (deutsch Dammer) ist eine Ortschaft in Niederschlesien. Der Ort liegt in der Gmina Świerczów im Powiat Namysłowski in der Woiwodschaft Opole in Polen.

## Geographie

### Geographische Lage
Das Straßendorf Dąbrowa liegt drei Kilometer östlich des Gemeindesitzes Świerczów (Schwirz), 15 Kilometer südöstlich der Kreisstadt Namysłów (Namslau) sowie 44 Kilometer nordwestlich der Woiwodschaftshauptstadt Opole (Oppeln). Dąbrowa liegt an der Grenze zur historischen Region Oberschlesien. Der Ort liegt in der Nizina Śląska (Schlesische Tiefebene) innerhalb der Równina Oleśnicka (Oelser Ebene). Durch den Ort verläuft teilweise stillgelegte Bahnstrecke Opole–Namysłów. Östlich des Ortes liegt das Landschaftsschutzgebiet Stobrawski Park Krajobrazowy. Südöstlich von Dąbrowa fließt der Stober.

### Nachbarorte
Nachbarorte von Dąbrowa sind im Südwesten der Gemeindesitz Świerczów (Schwirz), im Nordosten Starościn (Sterzendorf) und im Osten Kuźnica Dąbrowska (Hammer).

## Geschichte
Der Ort wurde erstmals 1245 erwähnt. 1375 erfolgte eine Erwähnung als Dammeraw.
Ende des 16. Jahrhunderts hielt die Reformation Einzug in Dammer. 1639 wurde eine Schrotholzkirche errichtet. 1649 wurde im Ort eine katholische Schule eingerichtet. 1654 wurde Dammer rekatholisiert. Nach dem Ersten Schlesischen Krieg 1742 fiel Dammer mit dem größten Teil Schlesiens an Preußen.
Nach der Neuorganisation der Provinz Schlesien gehörte die Landgemeinde Dammer ab 1816 zum Landkreis Namslau im Regierungsbezirk Breslau. 1845 bestanden im Dorf eine katholische Kirche, ein Schloss, zwei Vorwerke, eine katholische Schule, eine evangelische Schule, eine Wassermühle und 147 Häuser. Im gleichen Jahr lebten in Dammer 1320 Menschen, davon 548 evangelisch und 5 jüdisch. 1874 wurde der Amtsbezirk Dammer gegründet, welcher die Landgemeinden Dammer und der Gutsbezirk Dammer umfasste. Erster Amtsvorsteher war der Lieutenant von Spiegel in Dammer. 1885 lebten 1536 Menschen in Dammer.
1933 zählte Dammer 1274 sowie 1939 1268 Einwohner. Bis 1945 gehörte der Ort zum Landkreis Namslau. Im Januar 1945 wurde Dammer durch die Rote Armee eingenommen. Sowjetische Soldaten steckten das Schloss Dammer in Brand.
1945 kam der Ort als Folge des Zweiten Weltkrieges an Polen, wurde in Dąbrowa umbenannt und der Woiwodschaft Schlesien angeschlossen. 1950 wurde Dąbrowa der Woiwodschaft Opole zugeteilt. 1999 wurde es Teil des wiedergegründeten Powiat Namysłowski.

## Sehenswürdigkeiten

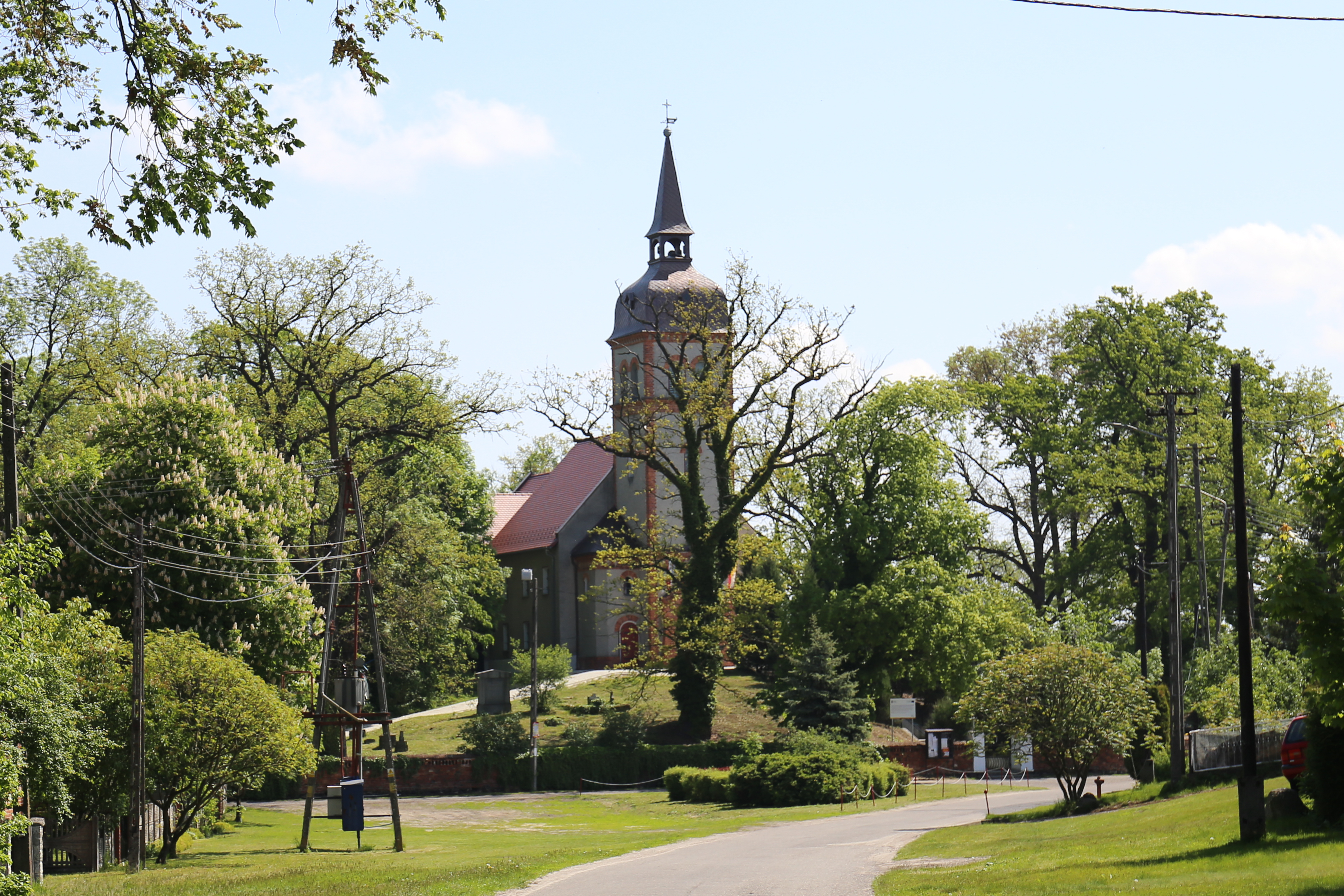
St.-Hedwig-Kirche

- Die römisch-katholische Kirche St. Hedwig (poln. Kościół św. Jadwigi) wurde um 1600 errichtet. 1825 wurde die Südwand neu erbaut. 1892 erhielt der Kirchenbau einen steinernen Glockenturm.[3] Der Kirchenbau steht seit 1966 unter Denkmalschutz.[7]
- Schlosspark mit zahlreichen exotischen Bäumen

## Vereine
- Freiwillige Feuerwehr OSP Dąbrowa
- Fußballverein LZS Dąbrowa Namysłowska